# Mailing
Bei einem Mailing handelt es sich um eine Massen-Postsendung, welche persönlich adressiert ist, teiladressiert ist oder als Wurfsendung verbreitet wird. Sie ist immer werbend. Das Mailing ist ein heute weit genutztes Instrument, um bestimmte Kunden- und Zielgruppen direkt anzusprechen. Es ist das klassische Werbemittel im Direktmarketing.

## Grundsätzliche Vorteile eines Mailings
- Landen im Gegensatz zur E-Mail nicht im Spamfilter
- Haptische Wahrnehmung des gedruckten Mailings erhöht die Responserate gegenüber der E-Mail
- Deutlich günstiger als ein persönlicher Werbekontakt (z. B. Vertreter, Messe)
- Persönlicher und direkter Kontakt zur Zielperson
- Personalisierung innerhalb der Werbebotschaft möglich
- Gute Erfolgskontrolle
- Umfangreiche Gestaltungsmöglichkeiten (Prägung, Stanzung, 3D-Mailing, Selfmailer)
- Für verschiedene Unternehmensgrößen realisierbar
- Im Gegensatz zu E-Mailings oder Telefonmarketing dürfen Kunden ohne Opt-in angeschrieben werden
- Adressierte Mailings werden trotz des Schilds „Keine Werbung“ verteilt
- Umfangreiche Selektionsmöglichkeiten möglich
- Test-Szenarien mit unterschiedlichen Mailing-Varianten sind möglich

## Grundsätzliche Nachteile eines Mailings
- Fehlender Adressbestand muss z. T. teuer über Adressbroker gekauft oder gemietet werden
- Steigende Papiermüllflut  und erhöhtes Umweltbewusstsein beim Adressaten im Hinblick auf Ausbeutung natürlicher Ressourcen kann sich negativ auf den Absender niederschlagen
- Zunehmender Datenschutz wie z. B. die Widerspruchsregelung nach § 28 Abs. 4 des Bundesdatenschutzgesetzes machen Adressnutzung schwieriger
- Hohe Gesamtkosten aufgrund von Druck- und Portokosten
- Bei gekauften Fremdadressen bzw. kalten Kontakten meist nur geringe Antwortquoten im Promillebereich.

## Rechtliche Lage nach EU-Datenschutz-Grundverordnung (DSGVO)
Gemäß der seit dem 25. Mai 2018 endgültig wirksamen EU-Datenschutz-Grundverordnung (DSGVO) gilt für Direktwerbung (hierzu zählen auch Mailings) Art. 6 Abs. 1 Buchstabe f., welcher sich dabei auf Erwägungsgrund 47 bezieht: Die Verarbeitung personenbezogener Daten zum Zwecke der Direktwerbung kann als eine einem berechtigten Interesse dienende Verarbeitung betrachtet werden und erfordert daher keine explizite Einwilligung (Opt-in). Kunden behalten jedoch ihr schriftliches Widerspruchsrecht (Opt-out), um der postalischen Werbeansprache zu widersprechen.

## Varianten eines Mailings

### Adressiertes Mailing
Bei einem volladressierten Mailing werden eigene Adressen (Bestandskunden, aktive/inaktive Kunden oder Interessenten) oder Adressdaten von Adresshändlern (sog. Adressbroker) beworben (Neukundenmailing). Merkmal dieser Mailing-Art ist, dass eine vollständige Anschrift zum Tragen kommt.

### Teiladressiertes Mailing
Das teiladressierte Mailing enthält keinen Namen, sondern nur eine Anrede, die Straße mit Hausnummer und die Postleitzahl und den Ort. Die typische Anrede hierfür ist: „An die Bewohner des Hauses …“
Diese Art des Mailings wurde von der Deutschen Post entwickelt, die auch exklusiv die Datenbank der Teil-Adressen über Partner wie Schober hierfür vermarktet.
Der Vorteil für den Werbetreibenden ist, dass er sein Mailing zielgruppengenau versenden kann.
Unter anderem kann nach Verbreitungsgebiet, Alter, Wohnsituation, Kaufkraft, oder Konsumschwerpunkten selektiert werden.
Ein weiterer Vorteil ist, dass Streuverluste vermieden werden. Der Kunde selektiert vor dem Druckauftrag und erhält dann die maximal mögliche Anzahl an anzuschreibenden Haushalten oder Einzelpersonen. So kann die Auflage der zu druckenden Produkte optimiert werden.
Die dann durch Bestellung generierten echten Adressen kann der Werbetreibende in seine Kundendatenbank integrieren.

### Unadressiertes Mailing (Wurfsendung)
Dieses Mailing entspricht der klassischen Postwurfsendung.
Hierbei gibt es in Deutschland zwei Möglichkeiten:
- Postwurfsendung an alle Haushalte
- Postwurfsendung mit Tagespost

Dieses Mailing kann über den Verbreitungsraum (bestimmte Postleitzahlengebiete, Bundesländer, oder Ballungsräume) selektiert werden. Der Werbetreibende entscheidet dann, ob er im Verbreitungsraum nur die Haushalte mit Werbung versorgt, die an diesem Tag auch andere Post bekommen („Tagespost“), oder ob er auch alle anderen mit Werbung versorgen will („an alle Haushalte“).

## Produktionsarten des Mailings

### Kuvertiertes Mailing
Es werden ein oder mehrere Teile zusammen in eine Briefhülle oder Versandtasche eingesteckt und maschinell (bei kleinen Auflagen manuell) verschlossen. Die Adresse ist entweder durch ein Fenster sichtbar oder wird vor- oder nachher auf die Briefhülle aufgedruckt.
Vorteile:
- Mailings können so gestaltet werden, dass diese vom Empfänger als hochwertig empfunden werden (Papiersorte, Schriftart, Prägung, Briefmarke etc.). Dies erhöht die Akzeptanz und Öffnungsrate.
- Der Inhalt des Mailings ist nicht von außen ersichtlich.
- Es können mehrere Prospekte/Produkte/Flyer zusammen einkuvertiert werden.

### Eingeschweißtes Mailing
Es werden ein oder mehrere Teile zusammengetragen und in Folie eingeschweißt. Die Adresse wird vorher auf einen Adressträger aufgedruckt und ist durch die Folie lesbar.
Vorteile:
- Eingeschweißte Mailings sind bei hohen Auflagen rentabel.
- Es können mehrere Prospekte/Produkte/Flyer zusammen eingeschweißt werden – ein sogenanntes Package.
- Bei mehreren, bzw. dicken Produkten ist das Einschweißen günstiger als das Kuvertieren.
- Klebegebundene Kataloge können problemlos eingeschweißt werden.

Nachteile:
- Das Recycling des Materials wird erschwert, da bei ungeöffnet weggeworfenen Sendungen der Inhalt (meist Papier) erst aufwändig von der Folie getrennt werden muss

### Selfmailer
Bei einem gehefteten oder gefalzten Produkt wird eine Lasche um die offene Seite gelegt und mit Leim, oder Etiketten verschlossen und postfertig gemacht.
Vorteile:
- Einfachere Produktion gegenüber herkömmlichem Mailing, aufgrund weniger Bestandteile.
- Die Rabatte für geschlossene – und damit maschinenfähige – Postsendungen bleiben erhalten.

### Offener Versand
Es werden klebegebundene, oder geheftete Kataloge/Broschüren adressiert und ohne Umhüllung postfertig gemacht.
Vorteile:
- Dieses ist die kostengünstigste Produktionsart.
- Hohe Auflagen sind schnell zu fertigen.

### Postkarten-Mailings
Ein Postkarten-Mailing ist eine gedruckte Postkarte, die zu Werbezwecken direkt im Internet hochgeladen oder dort gestaltet und personalisiert wird. Im Gegensatz zur E-Card wird sie vom Postdienstleister ausgedruckt und so versandt.
Im wirtschaftlichen Umfeld werden Postkarten-Mailings oft für Marketingzwecke eingesetzt. Für den Absender ist von Vorteil, dass Postkarten in der Post stärker auffallen als herkömmliche Werbebriefe, weil die „Hürde“ Briefumschlag entfällt. Der Empfänger kommt gleich mit dem Angebot des Absenders in Kontakt.

## Produktion
Die Auflagen liegen zwischen wenigen 100 bis mehreren Millionen Sendungen. Entweder ist jedes Schreiben bis auf die Adresse identisch, oder es wird mit einem individuellen Brieftext („Sehr geehrter Herr Mustermann …“) noch stärker auf den einzelnen Adressaten ausgerichtet. Des Weiteren bietet die digitale Drucktechnik die Möglichkeit, ganze Bildwelten innerhalb eines Mailings an die individuellen Besonderheiten der Zielgruppe (Geschlecht, Alter usw.) anzupassen. Lettershops, Buchbindereien und Druckereien bieten hierfür sehr weitgehende Möglichkeiten. Für klassische Varianten wie kuvertierte Mailings, Selfmailer oder Postkarten stehen auch äußerst performante Mailingplattformen zur Verfügung, über die online Mailings erstellt und in Auftrag gegeben werden können.
Soll ein Give-away beigefügt werden, sind folgende Überlegungen wichtig:
In geringer Auflage ist die manuelle Fertigung per Hand möglich. Darüber hinaus sollte das Give-away maschinenfähig sein. Des Weiteren darf es keine scharfen Ecken und Kanten haben (z. B. Kugelschreiber), da dies eine Störung in der automatischen Bearbeitung im Briefzentrum zur Folge haben kann.
Wird das Give-away lose im Umschlag beigefügt, ist zu prüfen, inwieweit es maschinell verarbeitbar ist. Die Zusteuermaschinen benötigen zumeist eine flache, geschlossene Kante von ca. 5 cm, um greifen zu können. Bei CDs oder unförmigen Beilagen werden sogenannte "Pick & Place"-Anleger eingesetzt. Hier muss die Oberseite des Produktes flach sein, damit ein Gummisaugnapf das Produkt greifen kann.
Give-aways sind aus diesem Grund idealerweise vor der Produktion mit dem Lettershop abzusprechen.

## Regelungen der Deutschen Post AG

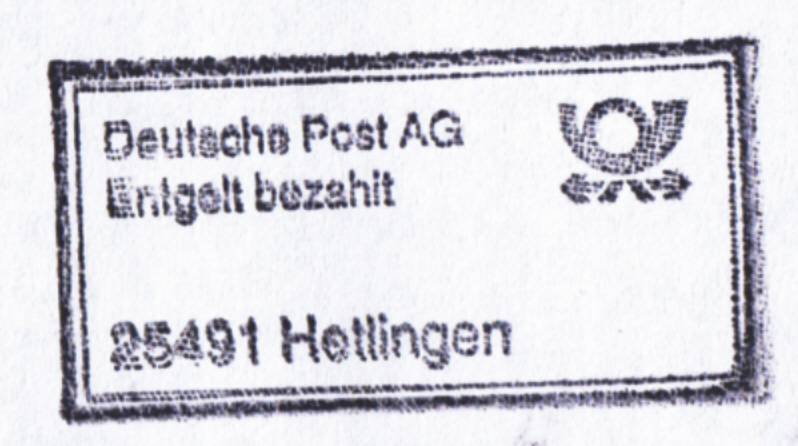
Stempel für Infopost (alt)

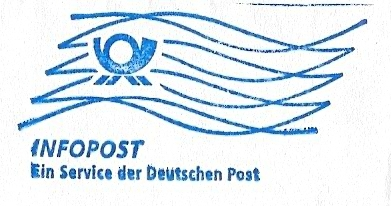
Logo der Infopost (Deutsche Post AG, 2008)

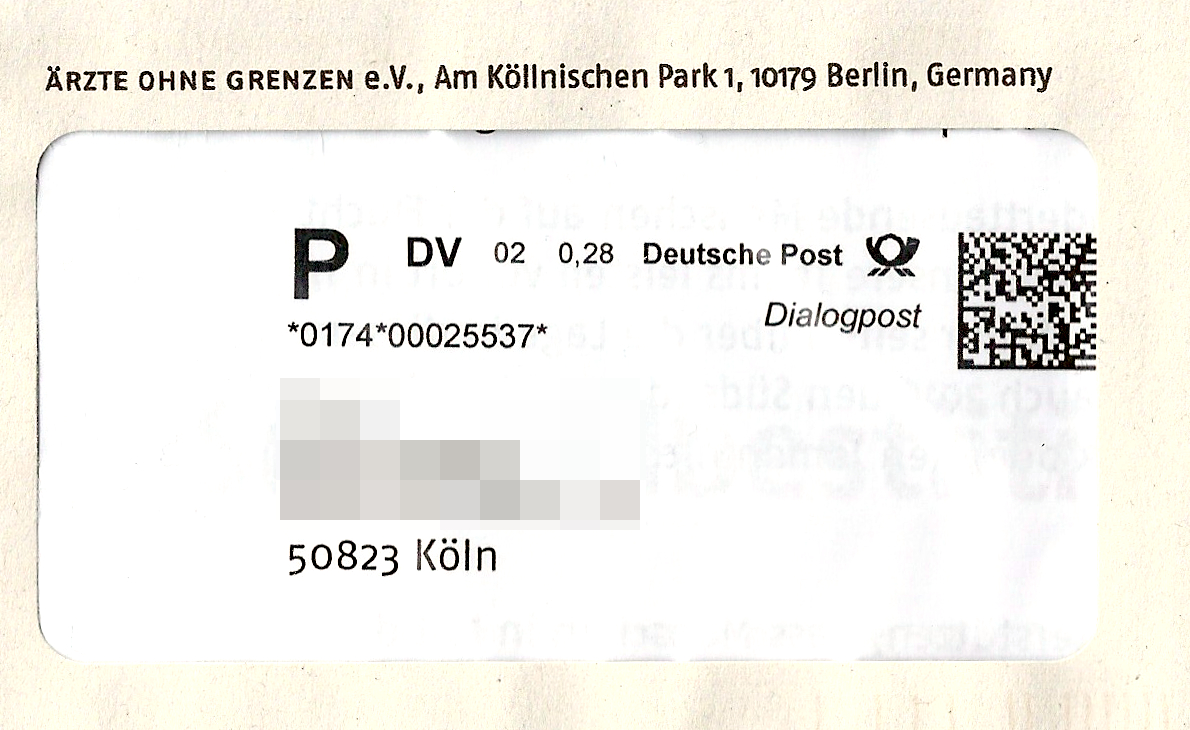
Adressfenster eines Fensterbriefumschlages, DV-Freimachung, Dialogpost

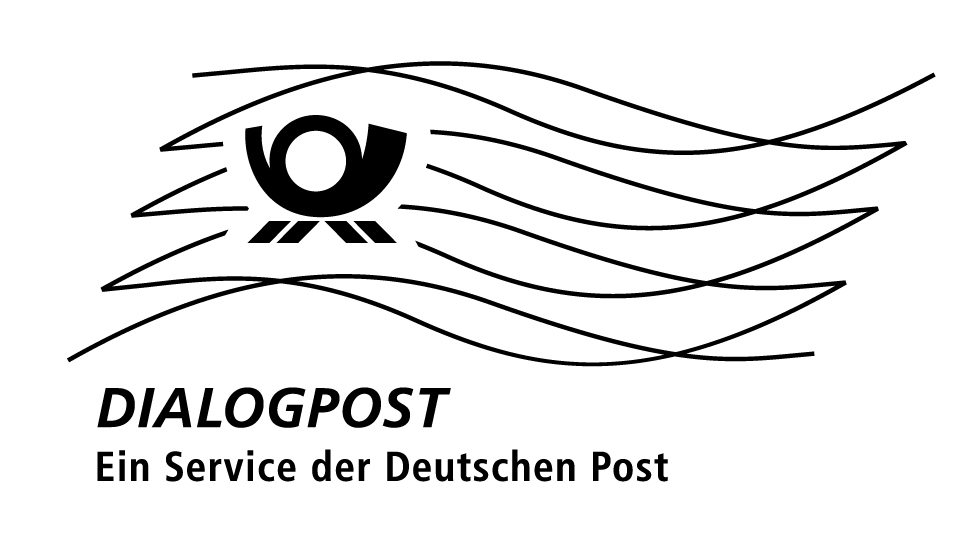
Frankierwelle Dialogpost National 2016

Ein Mailing kann mit der Deutschen Post AG oder durch alternative Postdienste versandt werden.
Bei der Versandform Dialogpost (die bis zum 31. Dezember 2015 Infopost genannt wurde) muss der Inhalt der Sendungen „inhaltsgleich“ sein. Abweichungen sind jedoch hinsichtlich der Anrede und anderen persönlichen Informationen erlaubt. Nicht zulässig sind jedoch konkrete individuelle Angaben, wie die Höhe einer Zahlungsverpflichtung bei einer Rechnung.
Seit dem 1. Januar 2020 sind ausschließlich werbliche Inhalte erlaubt. Dies dient der Umsetzung der Gerichtsentscheidung des Verwaltungsgerichts Köln, Urteil vom 26. März 2019, mit dem die Klage gegen eine Anordnung der Bundesnetzagentur abgewiesen worden ist. Die Bundesnetzagentur sah in der Gewährung von Rabatten für originär geschäftliche, nicht werbliche Sendungen eine Wettbewerbsbehinderung. Durch die Ausnahme dieser nichtwerblichen geschäftlichen Sendungen von dem stark rabattierten Produkt Dialogpost sollen Wettbewerber gestärkt werden, die durch eine andere Kostenstruktur derart günstige Preise für geschäftliche Sendungen nicht anbieten können.
Weiterhin gibt es die Sonderform des Vario-Mailings. Dabei muss in jeder Mailing-Variante nur ein einzelner Bestandteil gleich sein, zum Beispiel der beiliegende Prospekt. So kann beispielsweise das Anschreiben in der Stammkunden-Mailing-Variante modifiziert werden, um etwa den Stammkunden ein besonderes Vorteilsangebot einzuräumen.
Die Mindestauflage für eine deutschlandweite Dialogpost-Aussendung liegt bei 5.000 Stück. Ist die zu versendende Menge geringer, kann „aufgezahlt“ werden. Bei Beschränkung auf eine Leitregion, bei denen die ersten beiden Stellen der Postleitzahl übereinstimmen, liegt die Mindestmenge bei 200 Stück pro Leitregion. Dialogpost muss nach Postleitzahl auf- oder absteigend sortiert werden, und zwar auf alle Ziffern der Postleitzahl.
Die rabattfähigen Grundpreise für Dialogpost lauten pro Sendung zuzüglich 19 % Umsatzsteuer (Stand 10. Juli 2024):
| Format   | Preis (EUR) | Gewicht (g) | Maße (mm)                      |
| -------- | ----------- | ----------- | ------------------------------ |
| Karte    | 0,31        | 20          | L: 150…235 B: 90…125 H: bis 5  |
| Standard | 0,34        | 50          | L: 150…235 B: 90…125 H: bis 5  |
| Standard | 0,39        | 50          | L: 150…235 B: 90…125 H: bis 5  |
| Groß     | 0,51        | 50          | L: 140…353 B: 90…250 H: bis 30 |
| Groß     | 0,64        | 100         | L: 140…353 B: 90…250 H: bis 30 |
| Groß     | 0,78        | 250         | L: 140…353 B: 90…250 H: bis 30 |
| Groß     | 0,88        | 500         | L: 140…353 B: 90…250 H: bis 30 |
| Groß     | 1,02        | 1000        | L: 140…353 B: 90…250 H: bis 30 |
Für große, variantenreiche Mailings werden Sonderrabatte gewährt, so etwa für die postleitzahlengenaue Behälterfertigung und andere vorbereitende Arbeiten im Lettershop. Praktikabel wird das erst ab Auflagen von 10.000 Sendungen. Der bisher für kleinere Auflagen genutzte Infobrief entfiel am 1. Januar 2013 ersatzlos. Seit Januar 2016 gibt es Dialogpost Easy mit mind. 500 Sendungen bundesweit. Das Porto liegt jeweils 0,15 € über dem der Dialogpost. Auch hier ist eine Aufzahlung möglich.
Dialogpost wird im Zielbriefzentrum eingeliefert und weiterverarbeitet. Kunden können die Sendungen entweder direkt im Zielbriefzentrum einliefern oder in Depots abgeben bzw. abholen lassen. Der Transport zum Zielbriefzentrum erfolgt außerhalb der sonstigen Briefbeförderung. Im Zielbriefzentrum werden die Sendungen auf die jeweiligen Zustellstützpunkte verteilt und dort mit den weiteren Postsendungen vermischt. Dialogpost wird nur dienstags bis samstags zugestellt und hat eine Regellaufzeit von bis zu vier Tagen.
Dialogpost wurde bis 31. Dezember 2015 als Infopost, bis zum 31. August 1993 als Massendrucksache bezeichnet. Den Infobrief gab es bis zum 31. Dezember 2012, dieser war bis 31. März 1993 als Drucksache bekannt.